# پیم فربیک
پیم فربیک (هلندی: Pim Verbeek؛ زادهٔ ۱۲ مارس ۱۹۵۶ – درگذشته ۲۸ نوامبر ۲۰۱۹) با نام اصلی پیتر تیم وربیک بازیکن و مربی فوتبال اهل هلند بود.

## باشگاهی
از باشگاه‌هایی که در آن بازی کرده‌است می‌توان به باشگاه فوتبال اسپارتا روتردام و باشگاه فوتبال رودا جی‌سی کرکراد اشاره کرد.